# Forges (Orne)
Pour les articles homonymes, voir Forges.
Forges est une ancienne commune française, située dans le département de l'Orne en région Normandie, devenue le 1er janvier 2016 une commune déléguée au sein de la commune nouvelle d'Écouves. La fusion devient totale le 8 décembre 2016.

## Géographie
La commune est en campagne d'Alençon. Son bourg est à 9 km au nord d'Alençon et à 14 km au sud de Sées.
| Vingt-Hanaps (comm. nouv. d'Écouves) | Vingt-Hanaps | Vingt-Hanaps |
| Radon (comm. nouv. d'Écouves)        | Forges       | Larré        |
| Valframbert                          | Semallé      | Semallé      |

## Toponymie
Le nom de la localité est attesté sous la forme Forgie au XVe siècle.
Le toponyme est issu du latin fabrica, « atelier », « forge ».
Le gentilé est Forgeron.

## Histoire
Le 1er janvier 2016, Forges intègre avec deux autres communes la commune d'Écouves créée sous le régime juridique des communes nouvelles instauré par la loi no 2010-1563 du 16 décembre 2010 de réforme des collectivités territoriales. Les communes de Forges, Radon et Vingt-Hanaps deviennent des communes déléguées et Radon est le chef-lieu de la commune nouvelle. Le statut de communes déléguées est supprimé le 18 décembre 2016.

## Politique et administration
| Période                                  | Période       | Identité            | Étiquette | Qualité           |
| ---------------------------------------- | ------------- | ------------------- | --------- | ----------------- |
| Les données manquantes sont à compléter. |               |                     |           |                   |
| 1977                                     | 1995          | Pierre Tousé        |           |                   |
| juin 1995                                | mars 2014     | Jean-Pierre Bellier | SE        | Employé de banque |
| mars 2014                                | décembre 2015 | Yannick Dudouit     | SE        | Retraité          |

Le conseil municipal était composé de onze membres dont le maire et un adjoint. Ces conseillers intègrent au complet le conseil municipal d'Écouves le 1er janvier 2016 jusqu'à la suppression de la commune déléguée et Yannick Dudouit devient maire délégué.

## Démographie
En 2019, la commune comptait 214 habitants. Depuis 2004, les enquêtes de recensement dans les communes de moins de 10 000 habitants ont lieu tous les cinq ans (en 2008, 2013, 2018, etc. pour Forges) et les chiffres de population municipale légale des autres années sont des estimations.
Forges est la commune la moins peuplée du canton d'Alençon-3.
| 1793 | 1800 | 1806 | 1821 | 1836 | 1841 | 1846 | 1851 | 1856 |
| ---- | ---- | ---- | ---- | ---- | ---- | ---- | ---- | ---- |
| 250  | 193  | 237  | 261  | 276  | 287  | 300  | 313  | 291  |

| 1861 | 1866 | 1872 | 1876 | 1881 | 1886 | 1891 | 1896 | 1901 |
| ---- | ---- | ---- | ---- | ---- | ---- | ---- | ---- | ---- |
| 289  | 291  | 280  | 302  | 253  | 248  | 206  | 219  | 234  |

| 1906 | 1911 | 1921 | 1926 | 1931 | 1936 | 1946 | 1954 | 1962 |
| ---- | ---- | ---- | ---- | ---- | ---- | ---- | ---- | ---- |
| 224  | 237  | 223  | 219  | 225  | 220  | 249  | 251  | 267  |

| 1968 | 1975 | 1982 | 1990 | 1999 | 2008 | 2013 | 2018 | 2019 |
| ---- | ---- | ---- | ---- | ---- | ---- | ---- | ---- | ---- |
| 231  | 245  | 235  | 223  | 250  | 235  | 220  | 215  | 214  |

## Lieux et monuments
- Église de la Nativité-de-Notre-Dame.